# Heterorachis lunatimargo
Heterorachis lunatimargo är en fjärilsart som beskrevs av Louis Beethoven Prout 1911. Heterorachis lunatimargo ingår i släktet Heterorachis och familjen mätare. Inga underarter finns listade i Catalogue of Life.